# Henryk Sakwerda
Henryk Sakwerda (ur. 1942 w Mikołowie, zm. 16 kwietnia 2017 w Katowicach) – polski kaligraf i typograf, współautor kroju pisma Silesiana.

## Życiorys
Po ukończeniu Technikum Poligraficznego w 1965 roku podjął pracę w Zakładach Matryc Linotypowych w Katowicach (późniejszy Grafmasz), gdzie zajmował się m.in. projektowaniem pism drukarskich. W 1970 roku zaprojektował Typos – krój pisma oparty na wzorcu klasycystycznym, który uzyskał III nagrodę w kategorii pism akcydensowych na międzynarodowym konkursie zorganizowanym w Dreźnie z okazji rocznicy śmierci Gutenberga.
W latach 1975–1980 opracował tekstowy krój pisma Akant oparty na proporcjach antykwy renesansowej. Szczególną uwagę poświęcił zagadnieniom czytelności i polskim znakom diakrytycznym. W 1986 roku powstał Monitor – zaprojektowany dla Grafmaszu krój pisma na potrzeby prasy z przeznaczeniem na matryce linotypowe. Akant i Monitor nie doczekały się realizacji z powodu rezygnacji z technologii matryc linotypowych.
W latach 1997–2008 współpracował z „Gościem Niedzielnym” – najpierw jako redaktor graficzny, później – w sekretariacie redakcji oddziałów diecezjalnych.
Wykładał kaligrafię na kierunku grafiki w Śląskiej Wyższej Szkole Informatyczno-Medycznej w Chorzowie. Współpracował z ASP w Katowicach, ASP w Krakowie i ASP we Wrocławiu oraz Uniwersytetem Artystycznym w Poznaniu prowadząc warsztaty i prelekcje.
Zajmował się również projektowaniem graficznym i rysunkiem satyrycznym.
Zmarł w Wielkanoc 16 kwietnia 2017 roku w wieku 75 lat.

## Osiągnięcia zawodowe
W 2006 roku na zamówienie władz województwa śląskiego zaprojektował wraz z Arturem Frankowskim krój pisma Silesiana, przeznaczony do stosowania w drukach reprezentacyjnych tegoż województwa. Forma Silesiany, wywodząca się z kaligrafii, nawiązywała do  twórczości literniczej XVI-wiecznego wydawcy i typografa Hieronima Wietora oraz do kurrenty – gotyckiego pisma odręcznego szeroko stosowanego na Śląsku w XVII–XIX wieku, co znalazło potwierdzenie w analizie rękopisów i starodruków zgromadzonych w Bibliotece Śląskiej i Książnicy Cieszyńskiej).
Prace Sakwerdy prezentowane były w Niemczech i Finlandii na wystawach IBA (Internationale Buchkunst Ausstelung). Jego typogramy i kaligramy znajdują się w stałej ekspozycji Muzeum Drukarstwa Warszawskiego, oraz w zbiorach prywatnych w Niemczech, Szwajcarii, USA i w Polsce.